# Mastitis
Mastitis ili zapaljenje dojke može se javiti u svakom životnom dobu, odnosno u bilo kom uzrastu žene, ali se to izvan babinja (perioda od 6-8 sedmica nakon porođaja) dešava retko. U babinjama, međutim, mastitis je dosta česta komplikacija, jer su tada najpovoljniji uslovi za infekciju dojke.

## Faktori koji izazivaju mastitis
1. Prvi faktor su nedovoljno negovanje, i za dojenje u trudnoći nepripremljene dojke, a naročito bradavice porodilje sa pojavom prskotina na njima. Ove prskotine ili ragade mogu da služe kao ulazne vratnice infekcije.
2. Drugi faktor koji favorizuje pojavu mastitisa u babinjama je nedovoljno pražnjenje dojki, odnosno staza mleka.
3. Treći faktor predstavlja nepravilno dojenje, odnosno produženo dojenje bez dovoljnog poštovanja osnovnih principa higijene, što se naročito često sreće kod nedovoljno iskusnih majki.

## Izazivači mastitisa
- streptokoke
- stafilokoke
- bacil koli
- pneumokoke

## Putevi širenja infekcije dojke
- ushodni put
- kanalikularni put
- limfogeni put
- hematogeni put

## Simptomi mastitisa
Bolesnica ima visoku temperaturu sa jezom i groznicom. Obolela dojka je uvećana, natečena, u početku čvrsta, hiperemična, topla i osetljiva. Spontani bolovi na dodir se pojačavaju. Prema lokalizaciji, apsces dojki može biti površan, može se razvijati ispod bradavice, odnosno biti subareolarni, može se lokalizovati duboko u dojci ili se razviti retromamarno između dojke i grudnih mišića.

## Lečenje mastitisa
Bilo kako da je nastao i kako da se lokalizuje, mastitis zahteva dobro sprovedeno lečenje koje je u početku konzervativno i sastoji se u davanju visokih doza antibiotika širokog spektra, uz stavljanje toplih obloga na obolelu dojku.
U toku mastitisa pa sve do izlečenja, dete sme da sisa  jer se ne može inficirati.
Mastitis može biti uzrok smanjenja ili potpunog prekidanja laktacije u oboleloj dojci i nepravilno tretiran može dovesti do stvaranja ružnih ožiljaka i do vrlo lošeg estetskog efekta.

## Spoljašnje veze
|  | Molimo Vas, obratite pažnju na važno upozorenje u vezi sa temama iz oblasti medicine (zdravlja). |